# Maastoren
Pour les articles homonymes, voir Meuse.
La tour de la Meuse (en néerlandais : Maastoren) est un gratte-ciel de 165 mètres de hauteur construit sur la place Wilhelmine à Rotterdam aux Pays-Bas de 2006 à 2010, par le contracteur belge BESIX. La surface de plancher de l'immeuble est de 69 000 m2. La tour de la Meuse est le plus haut gratte-ciel des Pays-Bas et du Benelux.
Le réalisateur de cette œuvre architecturale est l'agence Dam & Partners Architecten. La propriétaire de l'immeuble est le groupe suédois Skandinaviska Enskilda Banken.
Ce site est desservi par la station de métro Wilhelminaplein.